# 津守出入口
津守出入口（つもりでいりぐち）は、大阪府大阪市西成区の阪神高速道路15号堺線の出入口。堺方面のみ接続するハーフICである。

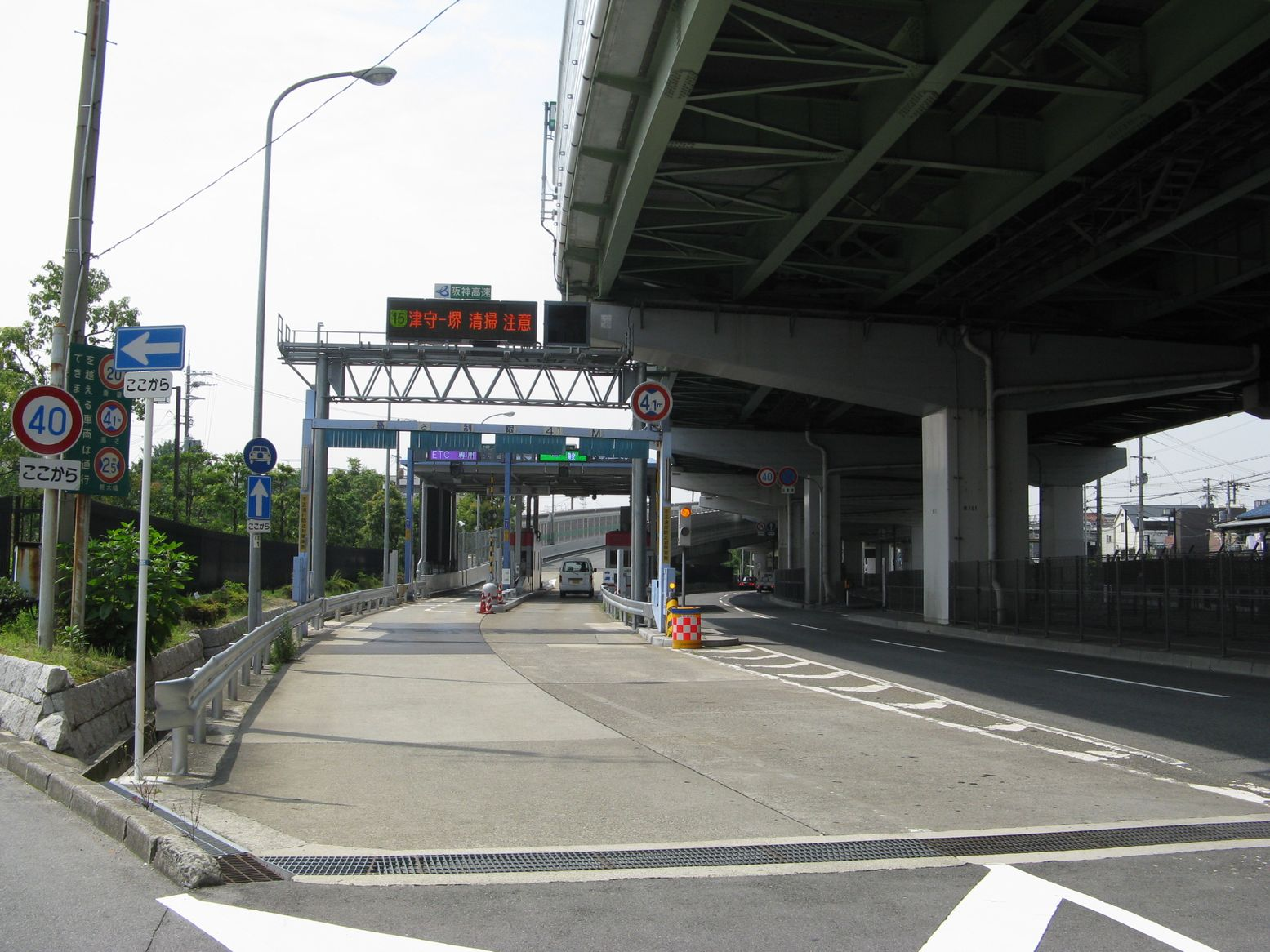
堺方面入口を南望

## 道路
- 阪神高速15号堺線 (15-04)

## 料金所

### 津守料金所
- ブース数：2
  - ETC専用：1
  - 一般：1

## 接続する道路
- 新なにわ筋
- （少し走って）国道43号

## 周辺
- 南海高野線（汐見橋線）津守駅
- 鶴見橋商店街
- 木津川
- 西成公園
- 下水処理場

## 隣
阪神高速15号堺線
(15-02) 汐見橋入口 - (15-03) 芦原出口 - 南開JCT - 南開TB - (15-04) 津守出入口 - (15-05) 玉出出入口 - (15-06) 住之江出入口